# Los hipócritas
 Los hipócritas  es una película de Argentina dirigida por Enrique Carreras según el guion de Sixto Pondal Ríos que se estrenó el 20 de mayo de 1965 y que tuvo como protagonistas a Tita Merello, Jorge Salcedo, Sergio Renán y Walter Vidarte.
Tita Merello interpreta el tango "Decime dios donde estas" de su autoría y música de Manuel Sucher.
Paula Galés canta los temas "Sensación" y La sospechita".

## Sinopsis
La actitud de algunos sectores de la sociedad ante las actividades de una banda dedicada a la prostitución y la trata de blancas.

## Reparto
- Tita Merello …Marga Albanese
- Jorge Salcedo …Dr. Eugenio Laborda
- Sergio Renán …Bubby
- Walter Vidarte …Toño
- Marcela López Rey …Elena Albanese
- Estela Molly …Haydée Borello
- Darío Víttori …Dr. Massini
- Guillermo Battaglia …Comisario
- Fernando Siro …Fiscal
- Paula Galés …Cantante
- Elcira Olivera Garcés …Violeta
- Fernando Vegal …Dr. Macetti
- Jacques Arndt
- Patricia Shaw …Sandra
- Hugo Dargó …Silvio
- Rosángela Balbo …Alicia
- Rodolfo Onetto …Cabo de policía
- Fabiana Gavel …Adriana
- Marta Cipriano
- Rodolfo Puga
- Carlos A. Dussó
- Humberto de la Rosa
- Carlos Víctor Andris …Médico
- Rafael Diserio …Sr. Borello
- Josefa Goldar …Sra. Borello
- Carlos Bianquet …Diputado
- Roberto Bordoni
- Rafael Chumbita …Policía
- Mónica Linares
- Claudio Lucero…Bachicha
- Aldo Mayo …Periodista
- Susana Beltrán

## Comentarios
La Nación opinó:

”Realizado en un nivel de excelente jerarquía formal, juicio que es extensivo en general a la interpretación.”

Clarín por su parte, dijo:

”Carreras traduce la historia en imágenes dinámicas, directas.”

La Prensa en nota firmada por J.H.S. dijo:

”El film tiene valores cinematográficos que rescatan, en parte, las deficiencias del libro.”